# Piedmont (Californie)
Pour les articles homonymes, voir Piedmont.
Piedmont est une municipalité californienne de 11 270 habitants située dans le comté d'Alameda, à l'est de la baie de San Francisco.

## Géographie
Piedmont est une petite ville résidentielle totalement enclavée dans celle d'Oakland. Elle ne possède presque pas d'activité commerciale par rapport à sa taille. Elle dispose de sa propre police et sa caserne de pompiers mais n'a pas de bureau de poste, ni de bibliothèque. Tous ces services sont à Oakland.
La ville possède deux journaux locaux, le Piedmont Post et le Piedmonter et de nombreux parcs.

### Démographie
Au recensement de 2010, la population était de 10 667 habitants, soit une densité de 2 445 hab/km2. La répartition ethnique était de 74,2 % d'Euro-Américains, 18,2 % d'Asio-Américains et 1,3 % d'Afro-Américains.
Le revenu moyen par habitant en 2000 était de 70 539 dollars avec 2 % de la population sous le seuil de pauvreté.
| 1890 | 1910  | 1920  | 1930  | 1940  | 1950   |
| ---- | ----- | ----- | ----- | ----- | ------ |
| 634  | 1 719 | 4 282 | 9 333 | 9 866 | 10 132 |

| 1960   | 1970   | 1980   | 1990   | 2000   | 2010   |
| ------ | ------ | ------ | ------ | ------ | ------ |
| 11 117 | 10 917 | 10 498 | 10 602 | 10 952 | 10 667 |

## Histoire
Deux élections se sont tenues parmi les citoyens de Piedmont en 1907, lesquels ont entériné la décision pour la ville de devenir une entité séparée, plutôt qu'un quartier de la ville d'Oakland.
Au cours des années 1920, Piedmont était connue comme « la Ville de Millionnaires » car elle avait la plus grande densité de millionnaires résidents des États-Unis. Beaucoup de ces millionnaires ont construit des hôtels particuliers qui existent toujours, notamment sur Sea View Avenue, Sotelo Avenue et Glen Alpine Road.
Piedmont est devenue une ville conformément aux lois de l'État de la Californie le 18 décembre 1922. Le 27 février 1923, les électeurs en ont adopté la charte, qui ne peut être changée que par un autre vote populaire.
En 2007, Piedmont a célébré son centenaire depuis son incorporation. Il s'est notamment déroulé une procession de chars le 4 juillet.

## Source
- (en) Cet article est partiellement ou en totalité issu de l’article de Wikipédia en anglais intitulé « Piedmont, California » (voir la liste des auteurs).